# Адрієн де Гаспарен
Адрієн Етьєнн П'єр де Гаспарен (фр. Adrien Étienne Pierre de Gasparin; 29 червня 1783, Оранж — 7 вересня 1862, там само) — французький агроном, державний і політичний діяч, міністр внутрішніх справ; письменник.

## Кар'єра
Спочатку Гаспарен зробив військову кар'єру, потім був призначений префектом і міністром внутрішніх справ (1836—1837, 1839). Як міністр внутрішніх справ, підписував акти, що видавалися перехідним урядом 31 березня 1839. Через 10 років потому Гаспарен очолив кафедру сільського господарства у Версальському агрономічному інституті (1848—1852).

## Праці
З численних творів варто відзначити:
- «Maladies contagieuses des bètes à laine» (1821);
- «Recueil de memoires» (1829—1841);
- «Guide du proprietaire de biens soumis au métayage» (1832, перекладено в 1864 р. російською мовою під назвою «Фермерство, керівництво для землевласників»);
- «Memoires sur le métayage» (1832);
- «Coup d'oeil sur l'agriculture de la Sicil» (1839);
- «Cours d'agriculture» (1863; один із розділів цього твору перекладено російською мовою: «Землеробська механіка»).

Крім того, Гаспарен брав активну участь у складанні сільськогосподарської енциклопедії «Maison rustique du XIX siècle».